# Kodokushi
Le kodokushi (孤独死, « mort solitaire ») est un phénomène en expansion dans la société japonaise qui désigne des personnes mourant seules chez elles et dont les corps ne sont découverts qu'après une longue période de temps. Le phénomène est décrit pour la première fois dans les années 1980. Le Kodokushi est devenu un problème croissant au Japon, attribué aux troubles économiques et au vieillissement de la population,. Il est aussi appelé koritsushi (孤立死) ou dokkyoshi (独居死).

## Histoire
Le premier cas remonte à l'an 2000 lorsque le cadavre d'un homme de 69 ans est découvert trois ans après sa mort. Le paiement de son loyer et de ses factures était automatiquement retiré de son compte bancaire et ce n'est qu'après que ses économies soient épuisées que son squelette est découvert chez lui. Le corps avait été consommé par des asticots et des coléoptères.

## Statistiques
Les statistiques concernant le kodokushi sont souvent incomplètes ou inexactes,. La chaîne NHK rapporte que 32 000 personnes âgées seraient mortes seules en 2009. Le nombre de kodokushi a triplé entre 1983 et 1994, avec 1 049 morts solitaires déclarées à Tokyo en 1994. En 2008, plus de 2 200 décès solitaires sont signalés à Tokyo. Des chiffres similaires sont rapportés en 2011. Une entreprise de déménagement privée d'Osaka rapporte que 20 % des tâches de l'entreprise (300 par an) consistent à enlever les effets personnels des personnes décédées. Environ 4,5 % des funérailles en 2006 concernent des cas de kodokushi.
Le kodokushi touche le plus souvent les hommes dans la cinquantaine et les personnes de plus de 65 ans.

## Causes
Plusieurs raisons de l'augmentation du phénomène sont proposées. Une des raisons est l'isolement social accru. Une proportion en augmentation de Japonais âgés vivent plutôt seuls et non plus dans des logements multi-générationnels. Les personnes âgées vivant seules sont plus susceptibles de n'avoir pas de contacts avec leur famille et leurs voisins, et sont donc plus susceptibles de mourir seules et de ne pas être découvertes.
Des raisons économiques au kodokushi sont également proposées. De nombreux cas de kodokushi concernent des personnes recevant des aides sociales ou qui ont peu de ressources financières,. Il est suggéré que la « caractéristique japonaise de souffrir sans se plaindre » (gaman (en)) décourage les personnes dans le besoin à demander de l'aide aux voisins ou aux autorités,. Les victimes du kodokushi sont décrites comme « passant entre les mailles du filet », c'est-à-dire entre le soutien gouvernemental et familial,.
De plus, la crise économique au Japon depuis 1990 est citée comme contribuant à l'augmentation des décès isolés. En effet, depuis 1990, de nombreux salaryman sont contraints à une retraite anticipée. Beaucoup de ces hommes ne se sont jamais mariés et sont devenus socialement isolés après avoir quitté leur entreprise.
Masaki Ichinose, président de l'Institut des études de la mort et de la vie de l'université de Tokyo, suggère que l'augmentation du kodokushi soit liée à la culture contemporaine du Japon qui ignore la mort. Il y a plusieurs centaines d'années, les Japonais étaient souvent confrontés à la mort. Par exemple, les corps étaient généralement enterrés par les membres de la famille. En revanche, dans le Japon moderne, il y a moins de possibilités d'assister à la mort et elle n'est pas un sujet de discussion facile.
Les raisons psychologiques suggérées pour l'augmentation du kodokushi comprennent l'apathie sociale et la vie stressante. L'isolement social est utilisé comme un mécanisme d'adaptation pour éviter les situations stressantes.

## Réponses
Certains districts du Japon ont lancé des campagnes et des mouvements pour prévenir les décès isolés. Des officiels de l'arrondissement tokyoïte de Shinjuku ont lancé une campagne de sensibilisation au kodokushi qui comprend des événements sociaux au programme et qui s'intéresse au bien-être des personnes âgées.